# Belvédère-Campomoro
Belvédère-Campomoro (en cors Belvideri è Campumoru) és un municipi francès, situat a la regió de Còrsega, al departament de Còrsega del Sud. L'any 1999 tenia 135 habitants.

## Demografia
| 1962 | 1968 | 1975 | 1982 | 1990 | 1999 |
| ---- | ---- | ---- | ---- | ---- | ---- |
| 62   | 90   | 82   | 106  | 128  | 135  |

## Administració
| Període   | Identitat            | Partit | Qualitat |
| --------- | -------------------- | ------ | -------- |
| 2001-2008 | Antoine Marc Secondi |        |          |